# Dolmen du Pouyol
Le dolmen du Pouyol, dénommé aussi dolmen de la Croix Ferrée, est un dolmen situé à Eybouleuf dans le département français de la Haute-Vienne.

## Historique
Le dolmen est mentionné dès 1821. Il est classé au titre des monuments historiques le 20 mars 1978. Il a fait l'objet d'une fouille de sauvetage et d'une restauration au début des années 1980.

## Description
Les dalles utilisées pour la construction de l'édifice sont en granite. La table de couverture en forme d'amande mesure 3,20 m de long sur 2,50 m dans sa plus grande largeur. Au début du XXe siècle, elle ne reposait plus que sur trois supports. La chambre est piriforme.  La surface de trois des supports a été régularisée. Selon l'abbé Leclerc, le sol de la chambre était dallé.
| Dalle                                 | Hauteur | Épaisseur | Largeur |
| ------------------------------------- | ------- | --------- | ------- |
| A                                     | 1,70 m  | 0,35 m    | 0,85 m  |
| B                                     | 1,63 m  |           | 0,80 m  |
| C                                     | 1,60 m  |           | 1,20 m  |
| D                                     | 1,50 m  |           |         |
| E                                     | 1,50 m  |           |         |
| Données : Les Dolmens de Haute-Vienne |         |           |         |

La fouille a révélé la présence au nord de l'édifice de pierres de calage correspondant à des piliers disparus. La découverte à l'est de l'édifice d'un orthostate, plus petit que les autres, et de sa fosse d'implantation laissent supposer l'existence à l'origine d'une structure d'accès (de type couloir ?) désormais disparue.

## Matériel archéologique
Le petit matériel lithique (haches polies, poignards, armatures de flèches perçantes et tranchantes), les éléments de parure (pendentif en roche verte) et la céramique qui y ont été découverts ont été attribués au Néolithique moyen avec une réoccupation au Néolithique final.

## Folklore
Les pierres auraient été perdues par la Vierge lors de leur transport pour l'édification du clocher de Saint-Léonard.